# Famine, Affluence, and Morality
"Famine, Affluence, and Morality" ("Fome, Riqueza e Moralidade") é um dos mais conhecidos ensaios do filósofo Peter Singer. Foi escrito em 1971 e publicado na revista Philosophy and Public Affairs em 1972.